# 산청 송계재
산청 송계재(山淸 松溪齋)는 대한민국 경상남도 산청군 오부면 내곡리에 있는, 고려 후기 문신인 민안부 선생의 묘 근처에 세운 재실이다.
1993년 12월 27일 경상남도의 문화재자료 제199호 송계재으로 지정되었다가, 2018년 12월 20일 현재의 명칭으로 변경되었다.

## 개요
고려 후기 문신인 민안부 선생의 묘 근처에 세운 재실이다.
민안부가 예조판서로 있을 때 고려는 국운이 기울기 시작하여 이성계가 위화도회군을 하고 최영, 정몽주의 제거와 혁명을 일으킨 어수선한 시기였다. 그는 벼슬을 버리고 고려 유신 72현과 두문동(지금의 경기도 개풍군 광덕산)에 들어가 조선을 반대하며 항쟁하다 겨우 죽음을 면하고 경상남도 산청군에 내려가 은둔하였다. 그곳에서 자연과 더불어 여생을 보냈으며 그의 아들들도 그의 뜻에 따라 조선시대에 벼슬을 하지 않았다. 그 뒤 후손들이 번성하여 산청 민씨의 시조가 되었다.
처음에는 묘 근처에 개울이 있었다고 하는데 지금은 없어졌고, 지금 있는 건물은 조선 헌종 5년(1839)에 다시 세운 것이다.

## 같이 보기
- 민안부

## 참고 문헌
- 산청 송계재 - 국가유산청 국가유산포털